# The Inevitable End

The Inevitable End est le cinquième et dernier album du duo norvégien Röyksopp, sorti en 2014. Ils indiquent qu'ils n'utiliseront plus le format « album » pour leur activité musicale, après celui-ci.

## Chansons

### Disque 1
1. Skulls
2. Monument (Feat. Robyn - T.I.E. Version)
3. Sordid Affair
4. You Know I Have To Go (Feat. Jamie Irrepressible)
5. Save Me (Feat. Susanne Sundfør)
6. I Had This Thing (Feat. Jamie Irrepressible)
7. Rong (Feat. Robyn)
8. Here She Comes Again (Feat. Jamie Irrepressible)
9. Running To The Sea (Feat. Susanne Sundfør)
10. Compulsion (Feat. Jamie Irrepressible)
11. Coup de Grace
12. Thank You

### Disque 2 (Bonus)
1. Do It Again (Feat. Robyn - RYXP Version)
2. Goodnite Mr. Sweetheart
3. Caramel Afternoon
4. Oh No
5. Something In My Heart (Feat. Jamie Irrepressible)